# Ingvard Andersen
Ingvard Andersen (født 23. september 1908-?) var en dansk afdelingsleder og atlet medlem af Ben Hur.
Ingvard Andersen var en af Danmarks mest alsidige springere gennem tiderne. Han deltog i det første Europa mesterskab i atletik i Torino 1934 i trespring, højdespring og længdespring. Han vandt ni danske mesterskaber; fire i længdespring, tre i trespring og to i højdespring.
Ingvard Andersen var formand for Ben-Hur 1933-1935, bestyrelsemedlem i KFUMs Idrætsforbund og sekretær i Københavns Atletik Forbund fra 1939.

## Internationale mesterskaber
- 1934 EM Trespring 7. plads 14,02
- 1934 EM Højdespring 8. plads 1,70
- 1934 EM Længdespring 9. plads 6,75

## Danske mesterskaber
- Guld 1940 Længdespring 6,75
- Sølv 1940 Trespring 13,68
- Guld 1939 Længdespring 6,97
- Sølv 1939 Trespring 13,63
- Guld 1937 Længdespring 7,04
- Guld 1937 Trespring 14,26
- Guld 1936 Trespring 13,79
- Sølv 1936 Længdespring 6,93
- Guld 1935 Længdespring 6,90
- Sølv 1935 Trespring 13,66
- Guld 1934 Højdespring 1,80
- Guld 1934 Trespring 14,21
- Bronze 1934 Længdespring 6,60
- Guld 1933 Højdespring 1,80
- Sølv 1933 Længdespring 6,90

## Personlige rekorder
- Trespring: 14,26
- Højdespring: 1,82
- Længdespring: 7,22